# Yamashita Keigo
Yamashita Keigo Kisei (山下敬吾 nasceu em 6 de setembro, 1978) é um jogador profissional de Go.

## Biografia
Yamashita nasceu na cidade de Asahikawa, Japão. Ele é um jogador de Go que está aumentando sua inspiração no jogo. É antigo discípulo da Ryokusei Igo Gakuen (Academia de Go), ele tornou-se um profissional em 1993. Olhando seus recordes, pode-se notar que ele foi o aluno mais bem sucedido da lendária escola. Dez anos depois de se tornar um pró ele chegou ao 9 dan. Ele tinha somente o 7 dan quando ganhou o 38º Prêmio Shusai. Foi um grande prêmio dado a ele por que ganhou o título Gosei com apenas 21, e seu estilo de Go é remanescente de Sakata Eio. Ele em seguida, ganhou vários prêmios do clube dos jornalistas e o prêmio Kido no mesmo ano. Recentemente ele ganhou muitos títulos, mas falhou ao defender muitos daqueles que possuía. Exceto o título Shinjin-O, que deteve durante quatro anos entre 1998 até 2001.

## Rivalidade comShinji Takao
A rivalidade de Yamashita com Takao começou em agosto de 1986, durante uma partida televisionada. A partida era a final do All-Japan Elementary School Championship, onde com oito anos de idade Keigo derrotou Shinji com nove anos e alcançou o título. Essa rivalidade continuaria, novamente em 1996 quando Shinji consegue sua revanche. Shinji derrotou Yamashita na semi-final do Shinjin-O e caminhou para derrotar Nakamura Shinya na final. Em 1998, desta vez na final do Shinjin-O, Yamashita derrotou Takao 2-1 para deter o título. Ele continuou a ganhar e perder seus títulos, com Takao obtendo o ultimo sucesso batendo Yamashita na final do desafio Judan em 2003.

## Títulos
| Título      | Anos Detidos      |
| ----------- | ----------------- |
| Current     | 12                |
| Kisei       | 2003, 2006 - 2008 |
| Tengen      | 2004              |
| Oza         | 2006, 2007        |
| Gosei       | 2000              |
| Shinjin-O   | 1998 - 2001       |
| Extinto     | 1                 |
| NEC Shun-Ei | 1999              |
| Total       | 13                |

| Título  | Anos Perdidos   |
| ------- | --------------- |
| Current | 11              |
| Kisei   | 2004            |
| Meijin  | 2003            |
| Judan   | 2006, 2007      |
| Tengen  | 2003, 2005-2007 |
| Oza     | 2004, 2005      |
| Gosei   | 2001            |
| Total   | 11              |